# Olympische Sommerspiele 2020/Teilnehmer (Bahamas)
| Gelbes Symbol für Goldmedaillen mit stilisierten Olympischen Ringen | Graues Symbol für Silbermedaillen mit stilisierten Olympischen Ringen | Braundes Symbol für Bronzemedaillen mit stilisierten Olympischen Ringen |
| ------------------------------------------------------------------- | --------------------------------------------------------------------- | ----------------------------------------------------------------------- |
| 2                                                                   | —                                                                     | —                                                                       |

Bahamas nahm an den Olympischen Spielen 2020 in Tokio mit 15 Sportlern in zwei Sportarten teil. Es war die insgesamt 17. Teilnahme an Olympischen Sommerspielen.

## Teilnehmer nach Sportarten

### Leichtathletik
Laufen und Gehen 
| Athleten            | Wettbewerb   | Runde 1 | Runde 1 | Halbfinale    | Halbfinale    | Finale        | Finale        | Rang |
| Athleten            | Wettbewerb   | Zeit    | Rang    | Zeit          | Rang          | Zeit          | Rang          | Rang |
| ------------------- | ------------ | ------- | ------- | ------------- | ------------- | ------------- | ------------- | ---- |
| Frauen              |              |         |         |               |               |               |               |      |
| Tynia Gaither       | 100 m        | 11,34 s | 29      | 11,31 s       | 21            | ausgeschieden | ausgeschieden | 21   |
| Shaunae Miller-Uibo | 200 m        | 22,40 s | 6       | 22,14 s       | 6             | 24,00 s       | 8             | 8    |
| Shaunae Miller-Uibo | 400 m        | 50,50 s | 2       | 49,60 s       | 4             | 48,36 s       | 1             | Gold |
| Anthonique Strachan | 200 m        | 22,76 s | 14      | 22,56 s       | 11            | ausgeschieden | ausgeschieden | 11   |
| Anthonique Strachan | 4 × 400 m    | DNF     | DNF     | ausgeschieden | ausgeschieden | ausgeschieden | ausgeschieden | —    |
| Devynne Charlton    | 100 m Hürden | 12,84 s | 12      | 12,66 s       | 7             | 12,74 s       | 6             | 6    |
| Pedrya Seymour      | 100 m Hürden | 13,04 s | 25      | 13,09 s       | 22            | ausgeschieden | ausgeschieden | 22   |
| Doneisha Anderson   | 4 × 400 m    | DNF     | DNF     | ausgeschieden | ausgeschieden | ausgeschieden | ausgeschieden | —    |
| Brianne Bethel      | 4 × 400 m    | DNF     | DNF     | ausgeschieden | ausgeschieden | ausgeschieden | ausgeschieden | —    |
| Megan Moss          | 4 × 400 m    | DNF     | DNF     | ausgeschieden | ausgeschieden | ausgeschieden | ausgeschieden | —    |
| Männer              |              |         |         |               |               |               |               |      |
| Samson Colebrooke   | 100 m        | 10,33 s | 44      | ausgeschieden | ausgeschieden | ausgeschieden | ausgeschieden | 44   |
| Steven Gardiner     | 400 m        | 45,05 s | 7       | 44,14 s       | 3             | 43,85 s       | 1             | Gold |
| Alonzo Russell      | 400 m        | 54,51 s | 21      | 46,04 s       | 23            | ausgeschieden | ausgeschieden | 23   |

Springen und Werfen
| Athleten      | Wettbewerb | Qualifikation | Qualifikation | Finale        | Finale        | Rang |
| Athleten      | Wettbewerb | Weite/Höhe    | Rang          | Weite/Höhe    | Rang          | Rang |
| ------------- | ---------- | ------------- | ------------- | ------------- | ------------- | ---- |
| Männer        |            |               |               |               |               |      |
| Jamal Wilson  | Hochsprung | 2,17 m        | 32            | ausgeschieden | ausgeschieden | 32   |
| Donald Thomas | Hochsprung | 2,21 m        | 25            | ausgeschieden | ausgeschieden | 25   |

### Schwimmen
| Athleten      | Wettbewerb     | Vorlauf     | Vorlauf | Halbfinale    | Halbfinale    | Finale        | Finale        | Rang |
| Athleten      | Wettbewerb     | Zeit        | Rang    | Zeit          | Rang          | Zeit          | Rang          | Rang |
| ------------- | -------------- | ----------- | ------- | ------------- | ------------- | ------------- | ------------- | ---- |
| Frauen        |                |             |         |               |               |               |               |      |
| Joanna Evans  | 200 m Freistil | 1:58,40 min | 18      | ausgeschieden | ausgeschieden | ausgeschieden | ausgeschieden | 18   |
| Joanna Evans  | 400 m Freistil | 4:07,50 min | 13      | ausgeschieden | ausgeschieden | ausgeschieden | ausgeschieden | 13   |
| Männer        |                |             |         |               |               |               |               |      |
| Izaak Bastian | 100 m Brust    | 1:01,87 min | 40      | ausgeschieden | ausgeschieden | ausgeschieden | ausgeschieden | 40   |
| Izaak Bastian | 200 m Brust    | 2:17,40 min | 36      | ausgeschieden | ausgeschieden | ausgeschieden | ausgeschieden | 36   |